# Eckzier

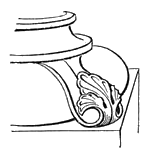
Eckzier einer romanischen Säulenbasis, hier als Eckblatt

Eine Eckzier ist in der Architektur eine Verzierung an der Basis einer Säule, die aus kleinen Nasen, Spornen, Knollen, Blätter, Köpfchen, Klauen oder geometrischen Formen bestehen kann.

## Geschichte und Formen
Eckverzierungen an Säulenbasen sind eine Formerfindung in der romanischen Architektur ab etwa 1100 bis Ende des 12. Jahrhunderts.
Die Eckzier bildet die formale Vermittlung zwischen den vier Ecken der quadratischen Plinthe und dem auf dieser ruhenden untersten Wulst der Basis und belebt gleichzeitig die ungegliederten freien Zwickel auf der Plinthe. Eine architekturpsychologische Deutung zur Entstehung der Eckzier ist die Änderung des Blickwinkels auf die Basis der Säule: War die Basis in der Antike durch ihre Stellung auf dem Stylobat noch in Augenhöhe und Seitenansicht des Betrachters, so schaute man in der romanischen Zeit auf sie herab, was dort dekorative Formen entstehen ließ.

Die von Steinmetzen und Steinbildhauern erfundenen Formen sind außerordentlich vielfältig. Am häufigsten finden sich abstrakte oder ornamentale Blätter, Knollen oder Sporne. Weniger oft sind figürliche Formen oder Tiere.

Beispiele
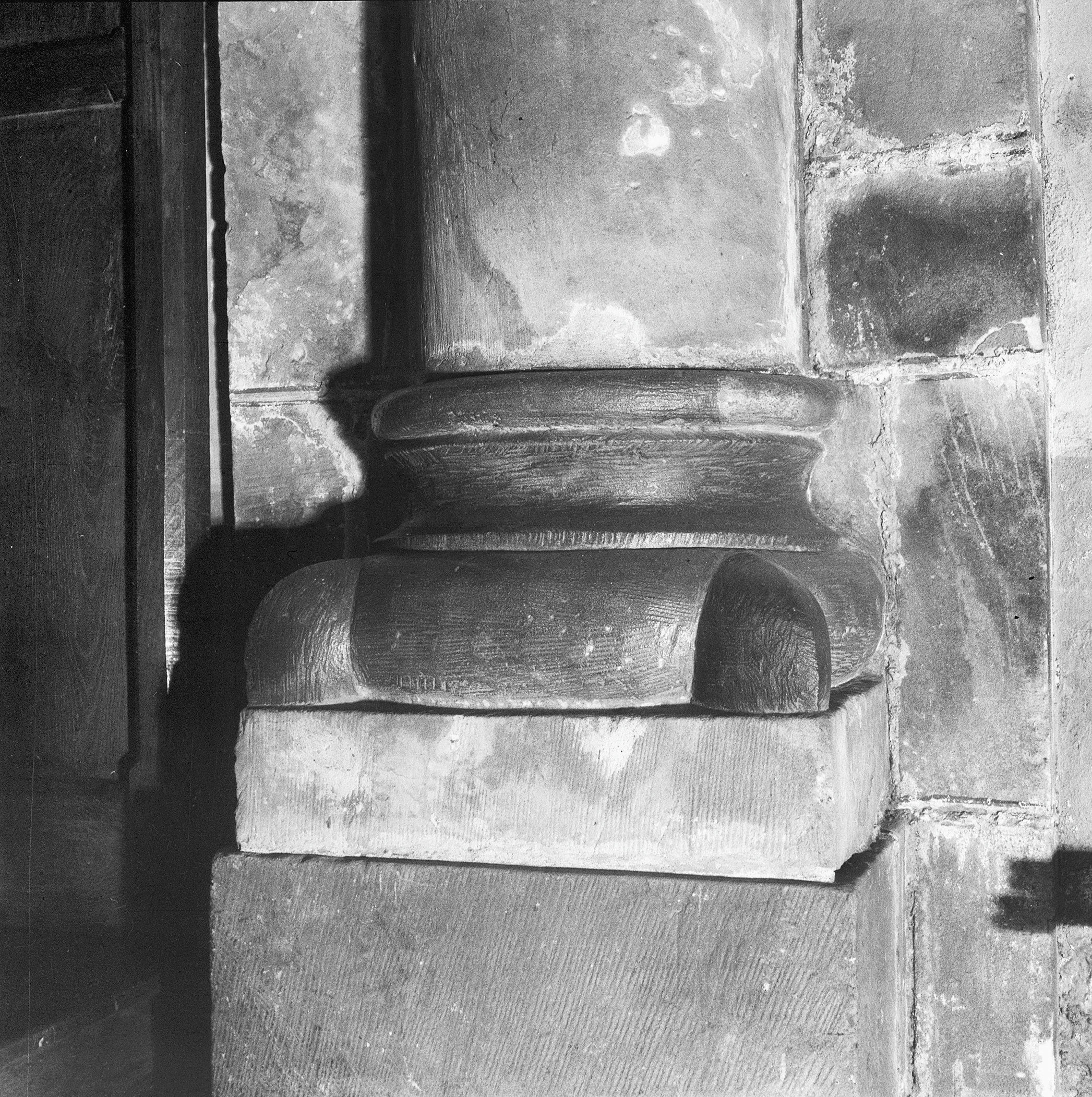
Ecknase
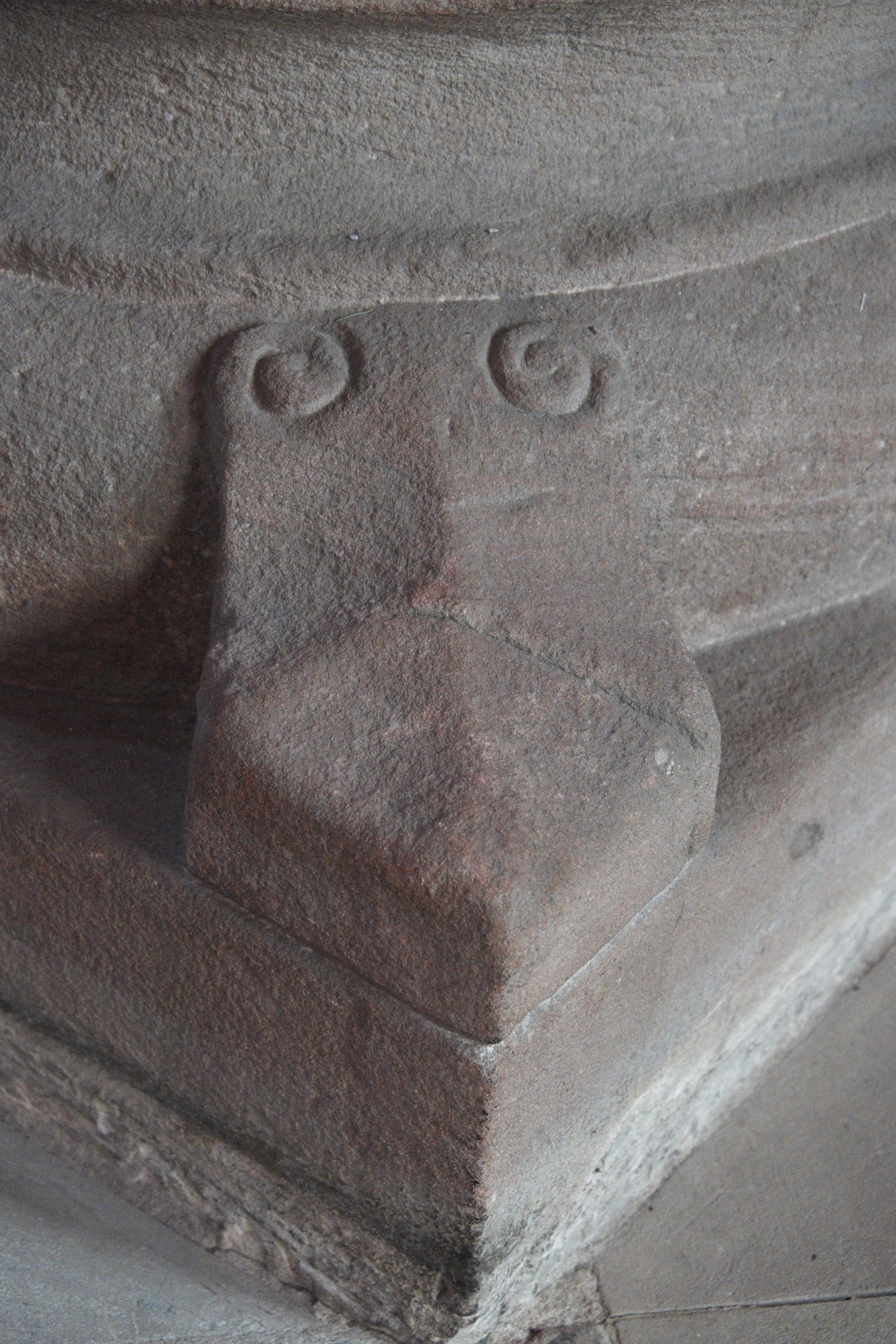
Ecksporn
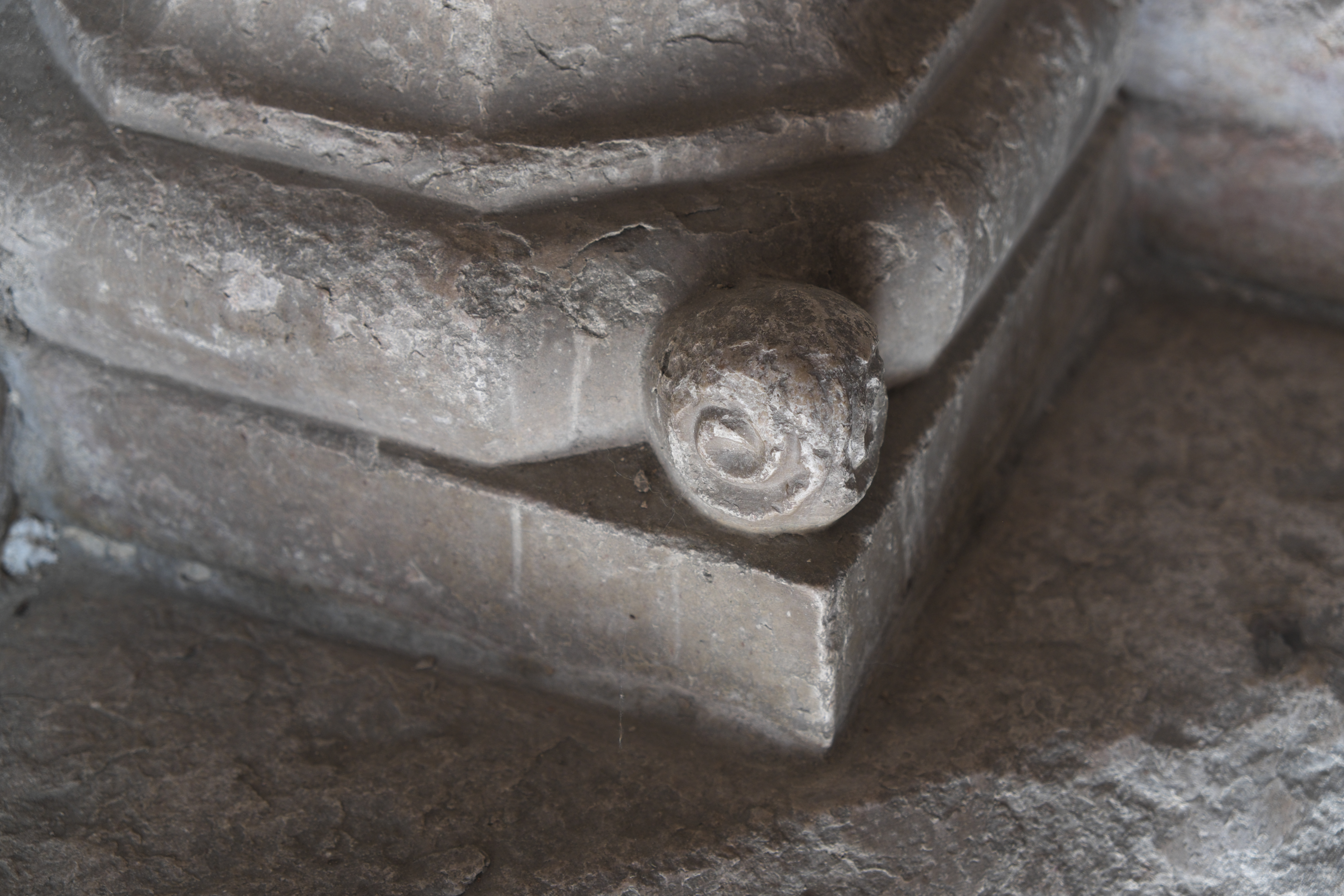
Eckknolle
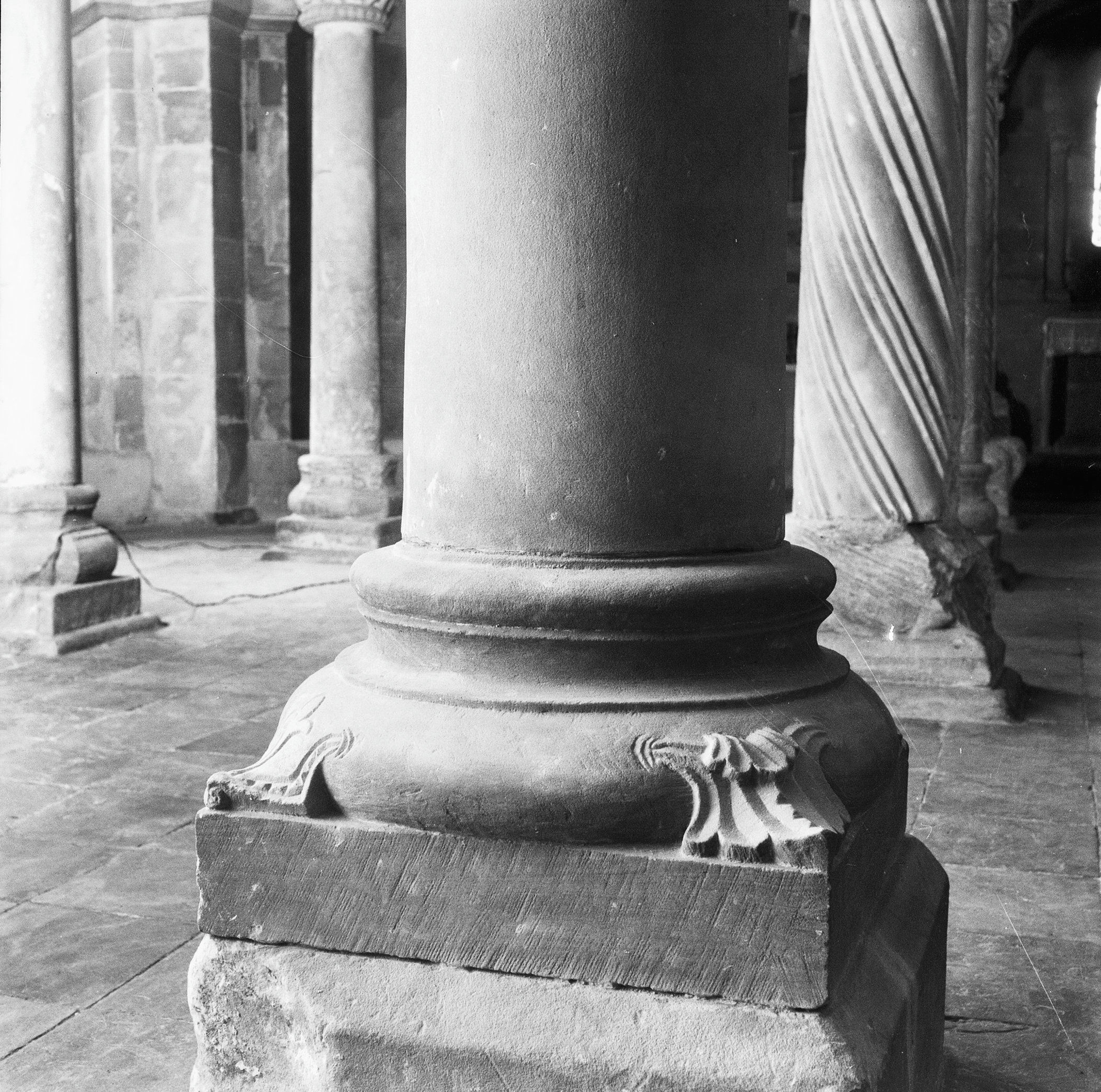
Eckblätter
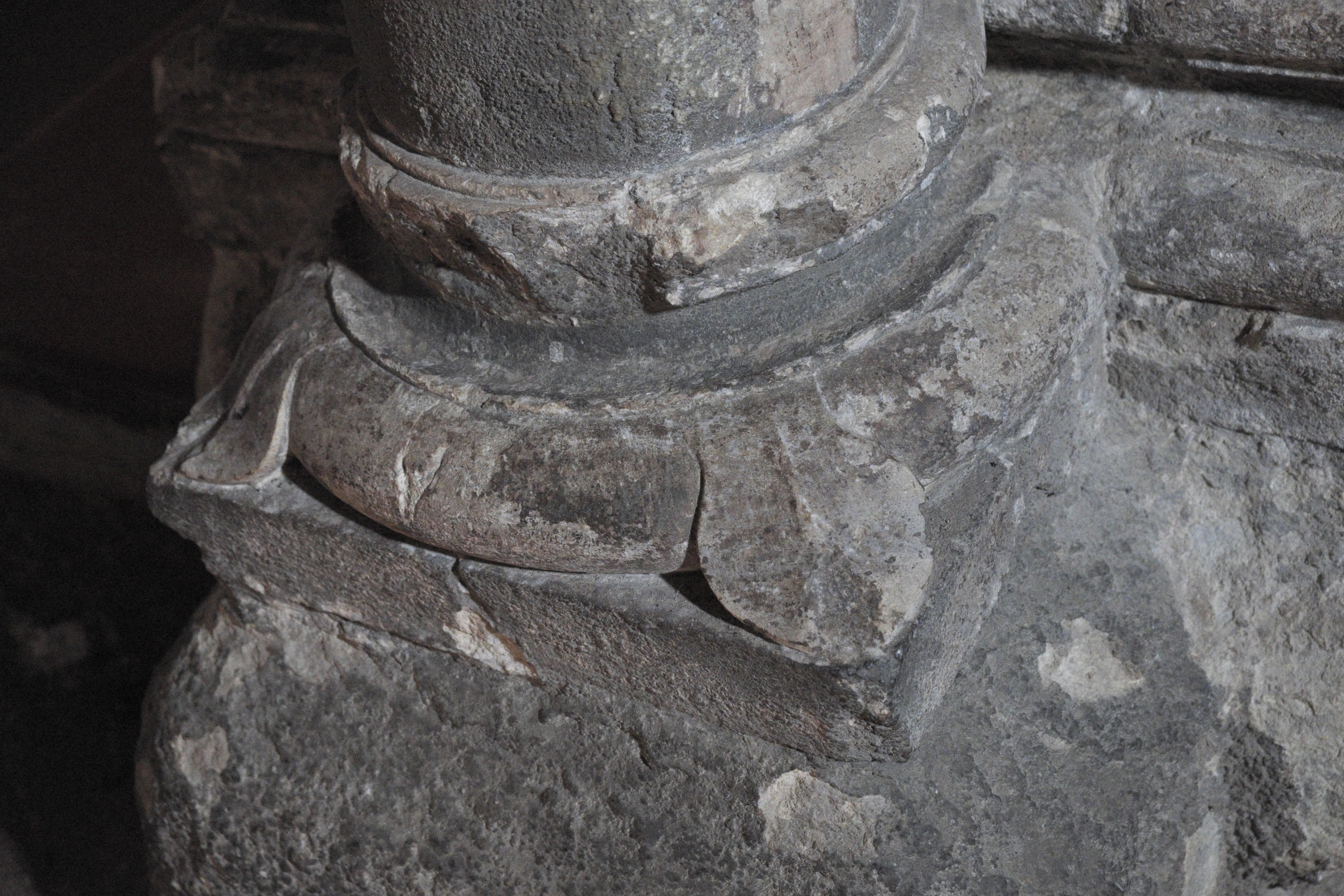
Eckblätter
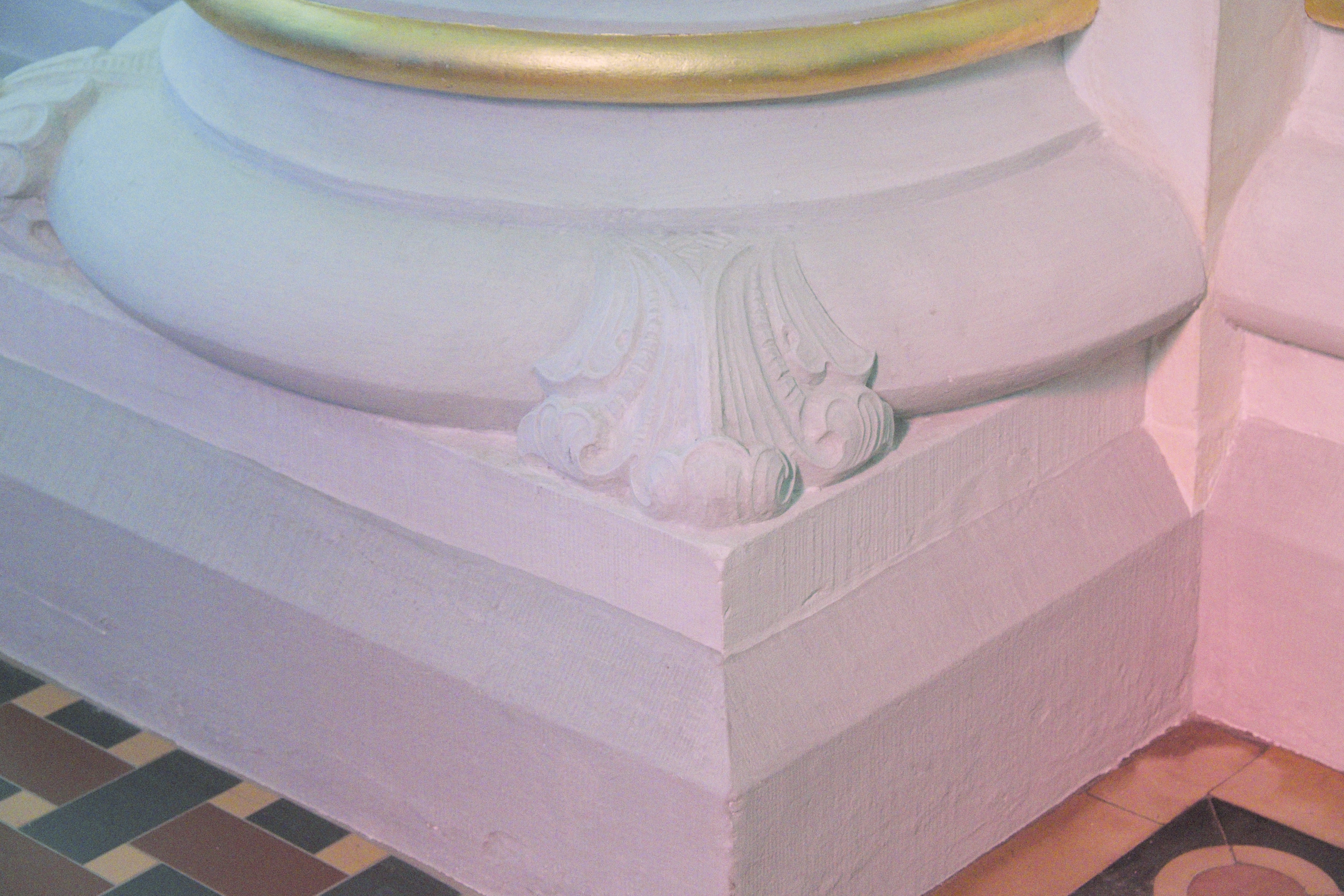
Eckblatt
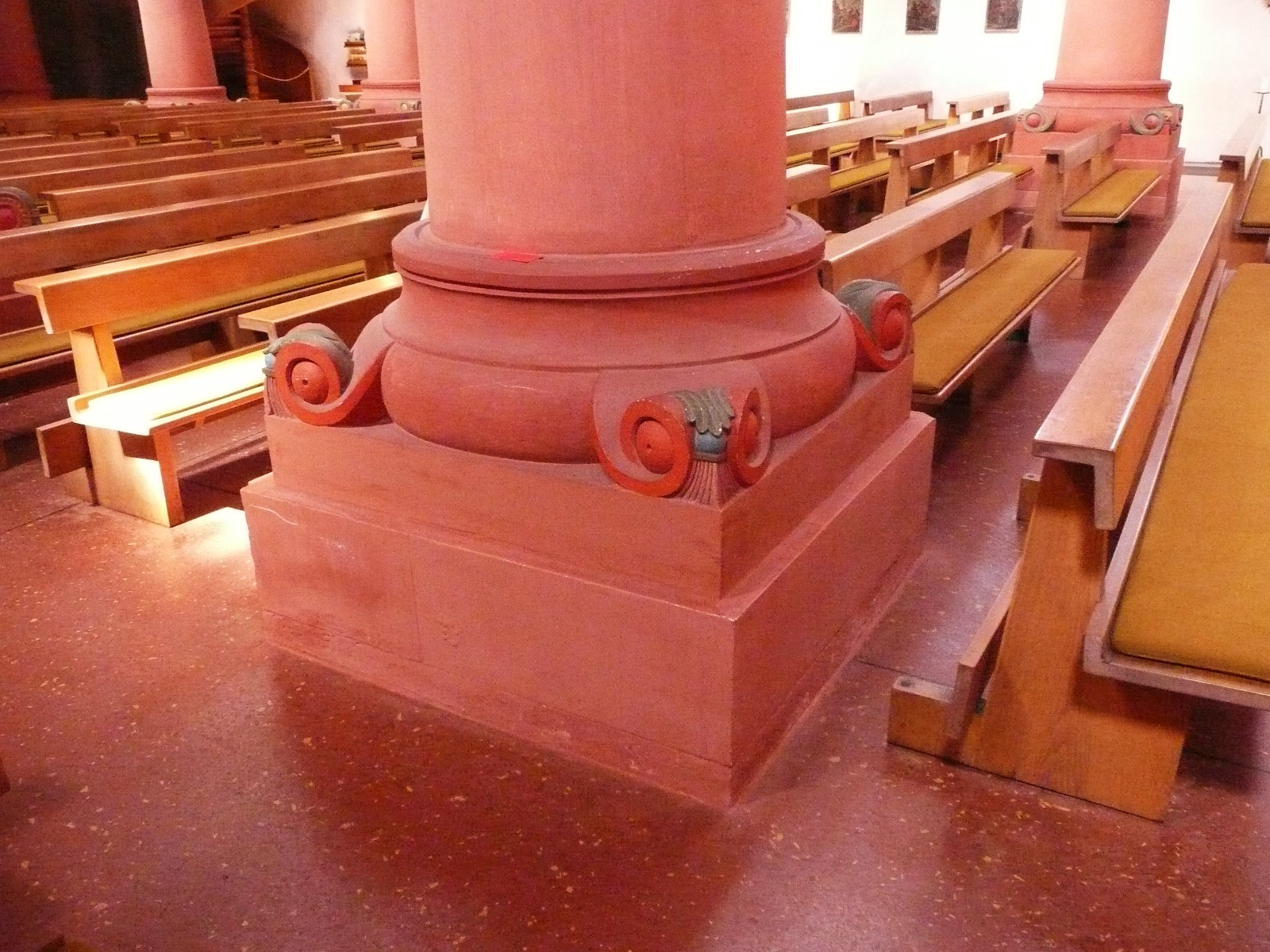
Eckzier (Münster Schwarzach, 2. Hälfte 12. Jahrhundert, phantasievolle Rekonstruktion Ende 19. Jahrhundert)
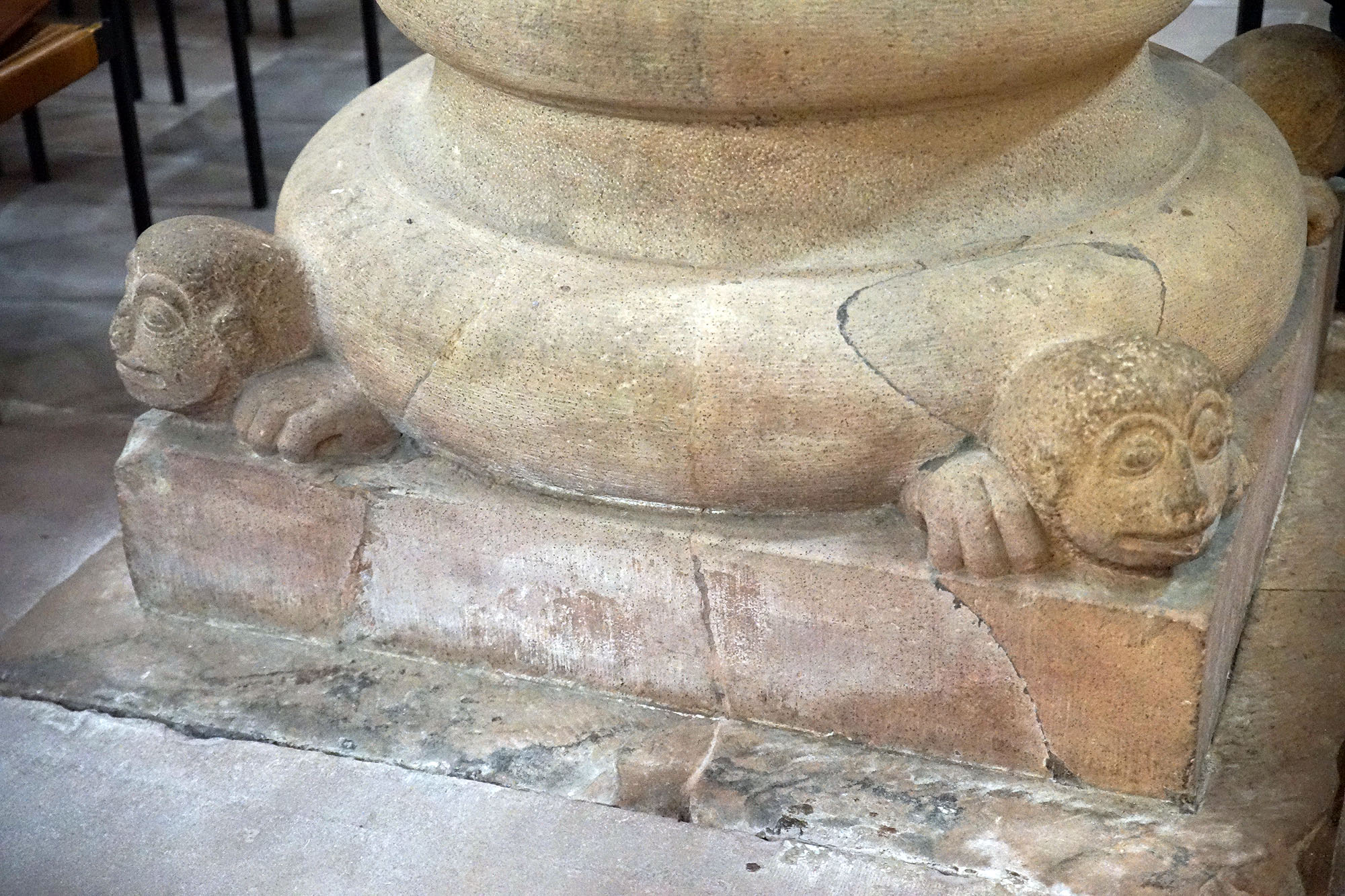
Figürliche Eckzier

## Sonstige Begriffsverwendung
Als Eckzierde (Crossette) ist früher auch die Ohrung, also das Vorspringen der Ecken von Rahmen bei Fenstern und Türen, Möbel, Täfelungen, Bildern und Spiegeln, bezeichnet worden.